# Пионерская улица (Казань)
Пионерская улица (тат. Пионер урамы, Pioner uramı) — улица в Советском районе Казани. Названа в честь пионерского движения.

## География
Начинаясь около улицы Заря, пересекает улицы Заря, Сибирский тракт, Кирпичникова и заканчивается пересечением с улицей Журналистов. 

## История
Улица возникла не позднее начала 1950-х годов под названием 2-я Поперечная. Современное название было присвоено улице 5 октября 1960 года.
Начальная часть улицы до Сибирского тракта застроена преимущественно двухэтажными сталинками (т.н. «жилпосёлок компрессорного завода»), восточнее Сибирского тракта находится 4-5 этажная застройка 1960-х годов.
С момента образования входила в состав Советского (до 1957 года Молотовский) района.

## Объекты
- № 1/12, 2/10, 3, 4, 5/9, 7/6 — жилые дома компрессорного завода.[8]
- № 7/10 — Казанский физико-технический институт им. Завойского.[9]
- № 10 — гимназия № 20 имени Абдуллы Алиша, детская музыкальная школа, и центр детского творчества Советского района. Во дворе школы установлен бюст Абдуллы Алиша.[10] В советское время это здание занимал дом пионеров Советского района.[11]
- № 12/6, 14 — общежития № 3 и № 4 медицинского университета.[12]
- № 13а — центр детского творчества Советского района (филиал).[13] В 2000-е годы это здание занимала гимназия № 20, а ранее — детский сад № 192 молочного комбината.[14][11]
- № 16/1 — общежитие № 2 архтиектурно-строительного университета.[15]

## Транспорт
Общественный транспорт по улице не ходит; ближайшая остановка общественного транспорта — «Пионерская» на улице Сибирский тракт (автобус, троллейбус, трамвай).

## Известные жители
В доме 5/9 проживал писатель Мухамет Садри.